# 中国思想史
中国思想史，是有关中国人思想发展的记录。
《史记》、《汉书》有《儒林传》，《后汉书》有《文苑传》，《宋史》有《道学传》，分别记载当时的学术人物，但还不是专门的思想发展历史著作。
中国最早的思想史专著是明末清初黄宗羲的《明儒学案》。比较全面论述中国人思想发展历史的著作应是胡适的《中国哲学史大纲》（1919年）。而近代正式用“思想史”为题的学术著作可能是梁启超的《先秦政治思想史》（1923年）。
哲学史与思想史基本上相同，但是也略有不同之处。哲学哲学史侧重分析思想家的代表观点，而思想史则侧重国民思想的变化过程。

## 先秦
春秋时期，孔子为代表的儒家的思想核心是“仁”、“礼”，主要内容是“仁者爱人”、“克己复礼”。道家的老聃提出“天法道，道法自然”，剔除“天命”的绝对权威，政治上提倡“无为而治”。
战国时期，儒家的孟子提出“民为贵，社稷次之，君为轻”，且主张人性本善。荀子提出“制天命而用之”，主张“性恶论”。墨家创始人墨子主张“兼爱”、“非攻”。庄子提出“齐物”，即任何事物本质上没有区别。法家的韩非主张法、术、势结合。

## 明朝
明朝建立的时候，欧洲文艺复兴方兴未艾，思想开始解放，中世纪社会走向瓦解。而明朝选定的官学——朱熹道学，却有严重的禁欲主义倾向，向中世纪回归。明朝后期，出现了李贽为代表的异端思潮，对道学开展批判。

## 晚清以至中華民國
晚清每况愈下，社会各阶层对传统的官方儒家正统思想产生了怀疑。士大夫内部出现了戴震批判朱熹理学的呼声，和龚自珍提倡放弃考据训诂之学，转而讲求经世之务的主张。民间则出现了将基督教移植到中国民间宗教传统的“拜上帝教”，来对抗孔子，并形成了一此气势空前的反抗清朝统治的民变——太平天国。

### 洋务运动思想
- 李鸿章幕僚冯桂芬的《校邠庐抗议》。
- 体制外改革思想家王韬。

### 戊戌变法与清末新政
- 郑观应的《盛世危言》。
- 何启、胡礼垣《新政真铨》。
- 陈虬《治平过议》、《报国录》。
- 翁同龢
- 黄遵宪
- 李提摩太的游说。
- 康有为
- 陈炽
- 梁启超
- 张元济
- 沈家本
- 杨度
- 张謇
- 章炳麟

### 辛亥革命與五四运动
辛亥革命的爆發，終結了中國兩千年來的君主專制帝制，建立亞洲第一個共和國，孫中山為首的國民黨人，依據革命時期的政治綱領，由宋教仁代理理事長，進行中國史上第一次議會民主試驗，而聯邦主義與共和主義也在中國廣為傳播，直至宋教仁遭刺殺，袁世凱解散國民黨，乃至後續稱帝而告終。接著五四运动是中国思想史的一个分水岭。此前中国人重保守，之后中国人崇尚激进主义。科学、民主、救国、革命，成为时代的最强音。国民党从欧美思想起發並與中國傳統文化形成的三民主义，與十月革命共产党从苏俄引进更加激进的共产主义。保守主义和自由主义势力较弱。
主要人物：
- 孫中山
- 吴稚晖
- 陈独秀
- 胡适
- 戴季陶
- 马君武
- 张君劢
- 梁漱溟
- 毛泽东